# خدا أفريد (رقة)
خدا أفرید (بالفارسية: خداافرید) هي مستوطنة تقع في إيران في قسم رقة الريفي. يقدر عدد سكانها بـ 102 نسمة .